# IC 1007
IC 1007  ist eine kompakte Galaxie mit aktivem Galaxienkern vom Hubble-Typ C im Sternbild Jungfrau auf der Ekliptik. Sie ist schätzungsweise 349 Millionen Lichtjahre von der Milchstraße entfernt und hat einen Durchmesser von etwa 40.000 Lichtjahren.
Im selben Himmelsareal befinden sich u. a. die Galaxien NGC 5619, IC 1003, IC 1016.
Das Objekt wurde am 18. März 1892 vom französischen Astronomen Stéphane Javelle entdeckt.